# Schaukelfisch
Der Schaukelfisch (Taenianotus triacanthus) gehört zu den Skorpionfischen (Scorpaenidae) und ist die einzige Art der Gattung Taenianotus.

## Aussehen

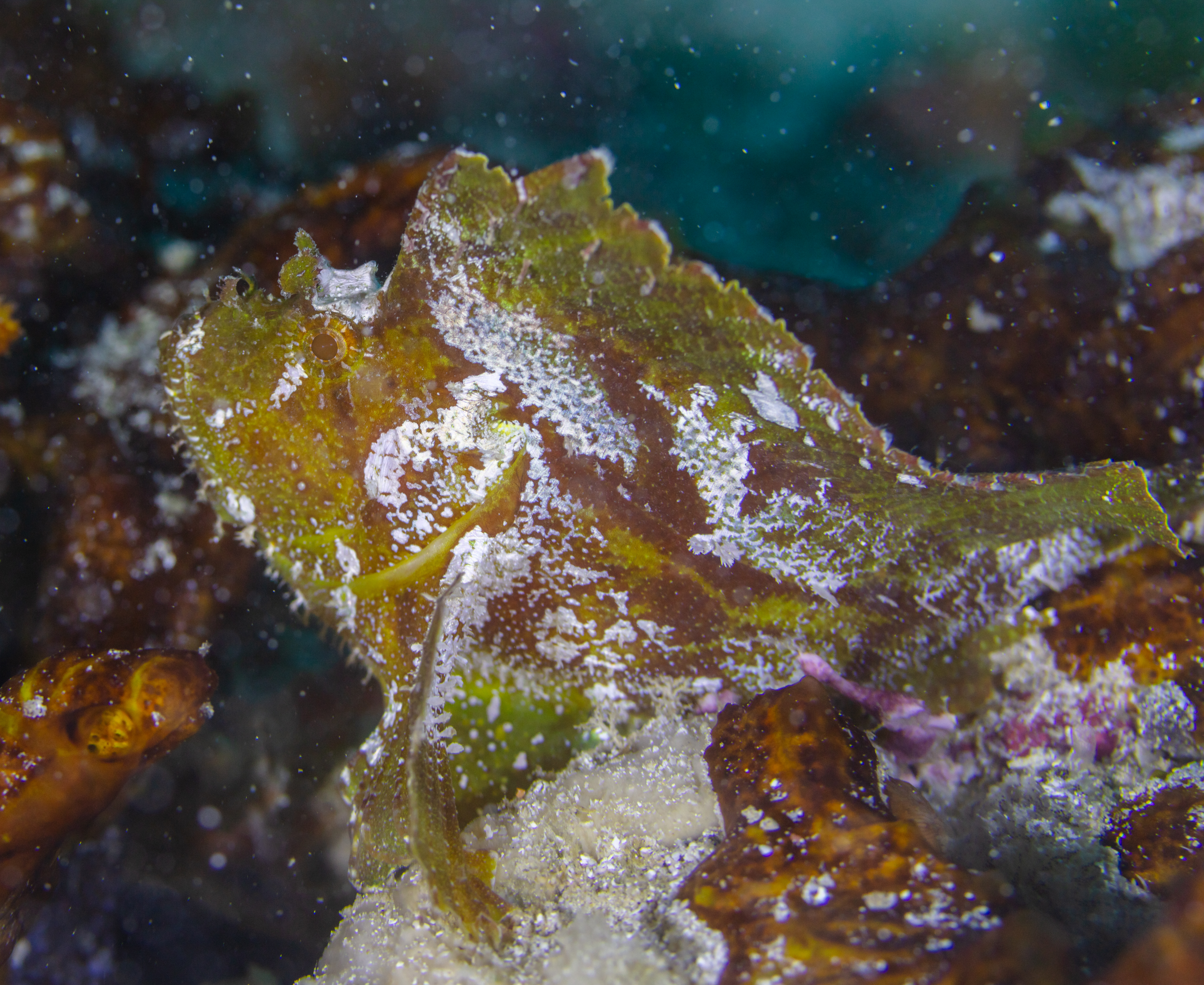
Ein gelbes Exemplar

Schaukelfische haben einen blattförmigen, seitlich abgeflachten Körper. Die große Rückenflosse beginnt kurz hinter den Augen. Wie bei anderen Skorpionfischen stehen ihre Hartstrahlen mit Giftdrüsen in Verbindung. Das Gift der Schaukelfische ist allerdings wesentlich schwächer als das der Feuerfische und Steinfische. Tödliche Unfälle gab es noch nicht.
Mit ihren kräftigen Brustflossen können die Fische auf dem Bodengrund laufen und sich festhalten. Kopf und Maul sind groß. Die Grundfarbe der Schaukelfische ist gelb, ocker, fahlweiß, seltener rosa oder rot. Verschiedene Hautauswüchse und Flecken sorgen dafür, dass die Tiere mit ihrer Umgebung optisch verschmelzen. Über ihre Augen zieht sich ein dunkler Strich. Sie werden oft mit Stirnflossern verwechselt. Schaukelfische werden zehn Zentimeter lang.
Die passive Lebensweise hat zu besonderen Anpassungen geführt. Alle 10 bis 14 Tage häuten sich die Schaukelfische. Die alte Haut löst sich an Kiefer und Kiemendeckel und wird in einem Stück abgestreift.
Flossenformel: Dorsale XII/8–11, Anale III/5–6

## Verbreitung
Sie leben im gesamten tropischen Indopazifik, von der Küste Ostafrikas bis zu den Galapagosinseln und von den Ryūkyū-Inseln und Hawaii bis zu der Küste von New South Wales, in Korallenriffen und Algenbeständen vom flachen Wasser bis in eine Tiefe von 130 Meter.

## Verhalten
Schaukelfische ruhen meist völlig passiv in ihrem Versteck zwischen Algen, Korallen oder anderen festsitzenden Lebewesen. Fühlen sie sich von einem größeren Tier bedroht oder ist potentielle Beute in der Nähe, beginnen sie wie ein Blatt in den Wellen zu schaukeln (Blatt-Mimikry). Sie schaukeln allerdings nicht, wenn sich ein Artgenosse nähert.
Beim Koten hebt der Schaukelfisch sein Hinterteil und stößt den Kot so aus, dass er von der Strömung fortgetragen wird.

## Ernährung
Schaukelfische sind Lauerjäger, die warten, bis sich eine geeignete Beute, z. B. ein kleiner Fisch oder eine Garnele, nähert. Dann bewegt er sich mit Hilfe seiner Brustflossen unter ständigem Schaukeln langsam auf sein Opfer zu. Die Beute bemerkt die Annäherung nicht, da sie durch die Schaukelbewegung nicht auffällt. Ist der Schaukelfisch nahe genug herangekommen, wird das Opfer durch plötzliches Öffnen des Mauls hineingesaugt. Er frisst Beute bis zu seiner halben Körperlänge. Größere Tiere ignoriert er völlig.